# Picea aurantiaca
Picea aurantiaca é uma espécie de conífera da família Pinaceae.
Apenas pode ser encontrada na China.
Está ameaçada por perda de habitat.